# Lawsonova pacipresa
Lawsonova pacipresa (znanstveno ime Chamaecyparis lawsoniana) je vrsta rodu Chamaecyparis (pacipresa), ki spada v družino cipresovk (Cupressaceae), pripadnic reda borovcev (Pinales). Vrsta je avtohtona le na majhnem severnoameriškem območju; pojavlja se v neposredni bližini Pacifika, v jugozahodnem Oregonu in severozahodni Kaliforniji. Vrsta je bila označena kot potencialno ogrožena vrsta. Ker se pacipresa pogosto sadi kot okrasno drevo tudi v Evropi, po videzu pa spominja na druge cipresovke, jo laiki velikokrat imenujejo kar cipresa, četudi ne sodi v rod Cupressus (kot denimo vednozelena cipresa, Cupressus sempervirens).

## Značilnosti

### Izgled
Lawsonova pacipresa je drevo z maksimalno višino 30 metrov. Za pacipreso je značilna vednozelenost, kar pomeni, da drevo pozimi ohrani svoje luskaste liste. Krošnja je nekoliko stožčasta, karakteristična lastnost Lawsonove paciprese pa je rahla povešenost vrha, ki je pri precej podobnem ameriškem kleku (Thuja occidentalis) vselej pokončen in vzravnan. Lubje, ki se odstranjuje v trakasti obliki, je rdeče ali srebrno rjavo.

### Listi
Karakteristična lastnost cipresovk, ki sodijo v deblo iglavcev, je odsotnost igličastih listov (tako imenovanih iglic), ki se pojavljajo pri večini iglavcev. Listi cipresovk so drobni in luskasti. Pacipresine luske so jajčaste in se končujejo s koničastim koncem. Nameščene so štiriredno. Zeleni listi imajo spodnjo stran svetlejših odtenkov. Značilnost Lawsonove paciprese so prosojne žleze listov.

### Cvetovi
Še posebej prepoznavni so pacipresini moški cvetovi, ki so obarvani rdeče (in ne rumeno, kot pri mnogih drugih iglavcih). Ženski cvetovi so drobni, okrogle oblike in neopazni. Vrsto je moč prepoznati tudi s pomočjo majhnih kroglastih storžev, ki dosežejo zgolj en centimeter veličine in okrog 8 milimetrov širine, in so najprej zeleni z modrimi odtenki, nakar ob nastopu zrelosti porjavijo. Zgrajeni so iz osmerih epimacijev in gornje grbine. Pri podobnem kleku so storži podolgasti in dolgi do 12 milimetrov. Na Lawsonovo pacipreso nekoliko spominja tudi vednozelena cipresa (pri nas na Primorskem), ki ima podobne liste, a opazno večje storže, ki merijo od 2 do 3 centimetre.

### Drugo
Lawsonova pacipresa velja za strupeno vrsto; strupeni so vsi njeni deli.

## Pojavljanje
Lawsonova pacipresa ima na Rdečem seznamu IUCN status globalno potencialno ogrožene vrste. Vrsta je domorodna zgolj na manjšem predelu zahodne Severne Amerike na obalah Pacifika, medtem ko se pogosto pojavlja tudi v Evropi kot parkovno in okrasno drevo.

## Galerija
- Naravno se Lawsonova pacipresa pojavlja le na obalah Pacifika v Severni Ameriki.
- Pacipresini listi so tipični luskasti listi cipresovk.
- Pogosto je vrhnji del pacipresine krošnje ukrivljen in neraven.
- Za razliko od rumenih moških cvetov drugih iglavcev so ti pri Lawsonovi pacipresi rdečkaste barve.
- Ženski storži so majhni (do 1 cm), kroglasti in imajo brazde.
- Še nezreli storži so zelenkasti.
- Ob zrelosti se storži nekoliko razprejo in porjavijo.
- Poznanih je več gojenih kultivarjev Lawsonove paciprese.